# Taylor Dearden Cranston
Pour les articles homonymes, voir Cranston (homonymie).
Taylor Dearden, est une actrice américaine, née le 12 février 1993.
Taylor Dearden Cranston est la fille de Robin Dearden (en) et Bryan Cranston. Tous deux également acteurs, ils se sont rencontré sur le tournage de la série Supercopter.
Elle est surtout connue pour son rôle d'Ophélie dans la série MTV Sweet/Vicious (2016). Elle est également connue pour son rôle de premier plan en tant que Chloe Lyman dans la deuxième saison du documentaire de Netflix American Vandal (2018).
En 2025, Taylor joue le rôle du Dr Melissa « Mel » King, une interne sérieuse à l'air strict, dans la série The Pitt, diffusée sur la plateforme HBO Max.